# Naine jaune
Cet article possède un paronyme, voir Nain jaune.

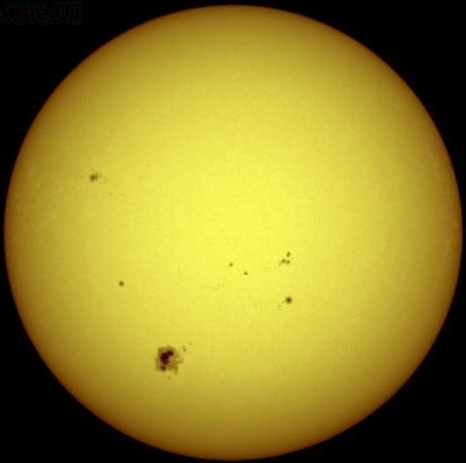
Le Soleil, un exemple de naine jaune.

En astronomie, une étoile jaune de la séquence principale, appelée communément naine jaune, est une étoile de type G V (lire « G cinq »), c'est-à-dire une étoile appartenant à la séquence principale (classe de luminosité V) de type spectral G (étoile jaune). Sa masse est comprise entre 0,7 et 1,2 fois la masse solaire. Une naine jaune est une étoile de taille moyenne dans un état stable.

## Caractéristiques
Les naines jaunes transforment dans leur cœur de l'hydrogène en hélium, par un processus de fusion nucléaire (ou fusion thermonucléaire). La classe de luminosité permet de distinguer les étoiles en fonction de leur luminosité. Le mot « naine » désigne les étoiles de classe de luminosité V.
Leur température de surface est comprise entre 5 000 et 6 000 K environ et elles brillent d'un jaune vif, presque blanc. La durée de vie d'une telle étoile est d'environ dix milliards d'années.
Leur spectre montre des raies d'absorption du calcium ionisé très intenses, ainsi que de nombreuses raies de métaux neutres ou ionisés et des raies moléculaires de méthylidyne (CH).
À la fin de leur vie, ces étoiles se mettent à grossir démesurément, pour devenir des géantes rouges, comme c'est le cas d'Aldébaran. Lorsque cela arrivera au Soleil, il s'étendra jusqu'à engloutir entièrement Mercure, Vénus et peut-être la Terre. Plus tard, il s'effondrera sur lui-même, laissant derrière lui une bonne partie des gaz le composant, pour former une naine blanche entourée d'une nébuleuse planétaire.

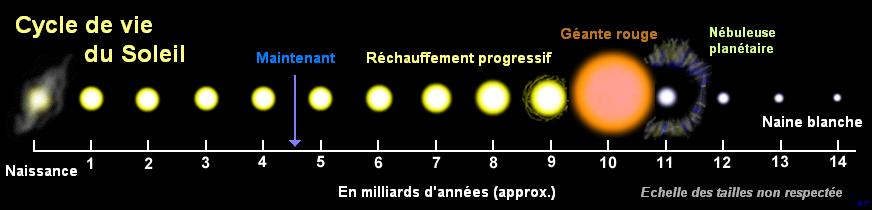
Le cycle de vie du Soleil est typique d'une naine jaune.

## Naines jaunes remarquables

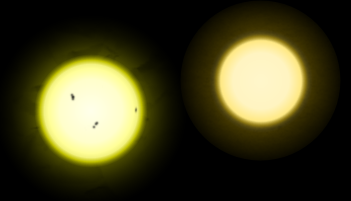
Le Soleil (à gauche) comparé à Tau Ceti (à droite).

Le Soleil est l'exemple le plus connu de naine jaune. Il est composé de 74 % d’hydrogène, de 24 % d’hélium et de 2 % d'éléments plus lourds appelés en astronomie « métaux ».
Environ 10 % des étoiles de la Voie lactée, soit 10 à 40 milliards d'astres, sont des naines jaunes. Parmi elles, on peut citer Alpha Centauri A, Tau Ceti, Kepler-22 et 51 Pegasi,,.